# 순창 구암정
순창 구암정(淳昌 龜岩亭)은 대한민국 전북특별자치도 순창군에 있는 건축물이다. 1990년 6월 30일 전라북도의 문화재자료 제131호로 지정되었다.

## 개요
순창군 동계면 만수탄 위에 자리잡고 있는 정자로, 언제 지었는지는 알 수 없다.
귀암 양배는 남원 사람으로 일찍부터 학문을 닦아 그 지식이 높았으나 무오사화와 갑자사화로 어진 사람들이 되려 화 당하는 것을 보고 자연 속에 묻혀 아우 돈(墩)과 함께 세상을 잊고 살았다. 조정에서는 그의 학문과 덕행이 높음을 듣고 사헌부 장령의 벼슬을 내렸으나 벼슬길에는 나가지 않았다.
지금도 적성강 상류 만수탄에는 형제가 고기를 낚던 바위가 남아 있어 배암·돈암이라 부르거나 합쳐서 형제암이라 부르고 있다.
그가 죽은 뒤에 사림에서는 ‘지계사’를 지어 제사를 모시고 있으며, 후손들은 그의 덕망을 기리기 위하여 이곳에 정자를 세우고 ‘귀암정’이라 이름지어 오늘에 이르고 있다.

## 현지 안내문
구암정은 조선초기의 인물인 양배(楊培)의 덕망을 흠모하여 후학들이 대한제국 광무2년(1898)에 지은 것이다. 구암을 양배의 호다. 순창 구미에서 태어난 양배는 학문이 매우 높았으나, 몇 차례의 사화(士禍)로 어진 선비들이 화를 당하자 벼슬길을 포기하고, 아우 돈(敦)과 함께 적성강 상류 만수탄에서 고기를 낚으며 세상을 등지고 살았다. 이들 형제가 즐겨 앉았다는 만수탄의 바위를 배암(培巖), 돈암(敦巖) 또는 형제암이라고 부른다. 적성면 지북에 있었던 지계사(芝溪祠)가 양배의 위패를 모셨던 곳이다.

## 참고 자료
- 구암정 - 국가유산청 국가유산포털